# Limpador de chaminé
Limpador de chaminés, ou limpa-chaminés, é o profissional cujo trabalho é a limpeza de chaminés.

A varredura é responsável por remover periodicamente a fuligem acumulada nas paredes das chaminés devido ao seu uso para fins higiênicos, como prevenção de incêndios e para melhorar sua ventilação. Sua atividade também se estende à manutenção da chaminé reparando pequenas rachaduras que poderiam deixar escapar a fumaça. Atualmente, a regulamentação exige a varredura anual das instalações de combustíveis sólidos, dependendo do país, será anual ou até mesmo com uma periodicidade menor.

## História
Antigamente, o limpador cobria a saída da chaminé e outras aberturas e subia até o telhado onde realizava sua atividade. A partir daí, ajudado por um peso, baixava um saco em que a sujeira se depositava. Em seguida, usando ferramentas manuais como escovas ou vassouras, varra as paredes para remover os restos de sujeira aderidas a para que caiam no recipiente. Para verificar o resultado correto da operação, era utilizado um espelho ou iluminação.
Embora a limpeza de chaminés seja uma ocupação muito antiga, tão antiga quanto as próprias chaminés, foi somente por volta do século XVIII que as chaminés se tornaram grandes o suficiente para um homem passar, dando origem à imagem típica da limpeza de chaminés que se desenvolveu durante a época da Revolução Industrial.
Nos séculos XV e XVI, na Europa Ocidental, a construção de frontões escalonados tornou-se comum para permitir fácil acesso à chaminé. Com o crescimento da população urbana, o número de casas com chaminés aumentou e o ofício de varrer chaminés tornou-se mais respeitado e procurado, embora às vezes fosse ridicularizado em versos, romances e pantomimas.
Na Era Vitoriana, no Reino Unido, a profissão era famosa por empregar homens jovens magros o suficiente para escorregar dentro de chaminés para limpá-los dentro. Eles foram apelidados de "meninos alpinistas". O trabalho era sujo e arriscado, e seus empregadores tinham a reputação de exploradores
O mesmo acontecia na França, onde, tradicionalmente, os limpadores de chaminés eram, em sua maioria, jovens da região de Saboia, que partiam em grupos sob a direção de um velho, para trabalhar nas grandes cidades.
As crianças muitas vezes sofriam de deformidades articulares, queimaduras e uma forma de câncer escrotal causado pelos benzopirenos da fuligem. Não era incomum que os limpadores de chaminés morressem asfixiados pela fuligem.
A opinião pública, chocada com tais práticas, forçou a busca de meios de substituição. Nesse sentido, foram inventados pincéis com alça telescópica e outras ferramentas que permitiam que os limpadores não precisassem mais entrar na chaminé. Em meados do século XX, a invenção de um extrator de fuligem que pudesse ser colocado acima da chaminé tornou esse processo mais limpo do que nunca.
Atualmente, os limpadores utilizam ferramentas muito mais modernas, como escovas giratórias, câmeras de inspeção, dispositivos para medir a qualidade da fumaça ou a umidade da lenha. A maior parte do trabalho é feito a partir dos dispositivos sem ter que subir até o telhado.
Festivais de limpadores de chaminés são realizados anualmente em Londres e Rochester (Reino Unido)  e Santa Maria Maggiore (Itália). Tradicionalmente, na Alemanha, acredita-se que tocar num limpador de chaminés traria boa sorte.
Existem associações de limpadores de chaminés em todos os países da Europa e nos Estados Unidos. Na Espanha, a associação se chama ASDE (Associação de Limpadores de Chaminés da Espanha) e eles são responsáveis por atualizar seus membros, treiná-los em prevenção, novos produtos e linhas de mercado, etc.
Na última década o crescimento do setor em países como Espanha foi exponencial, passando de apenas quatro empresas em 2000, para mais de 200 empresas em 2020.

## Galeria
|                              |                                             |                                                  |                                  |                               |                               |
| Jovem limpador e seu mestre. | Um Spazzacammino (jovem limpador italiano). | Limpadora de chaminé durante a I Guerra Mundial. | Escultura em Breslávia, Polônia. | Moderno limpador de chaminés. | Festival em Rochester (2017). |